# Tramway de Saumur
Le Tramway de Saumur est un réseau de chemin de fer départemental ouvert en 1896. Constitué de deux lignes permettant de rejoindre Saint-Hilaire-Saint-Florent et à Fontevrault depuis les gares de Saumur du réseau ferroviaire principal, il fut exploité par la Compagnie française des voies ferrées économiques puis par la Compagnie des tramways de Saumur et extensions à partir de 1905. Structurellement déficitaire, il cessa de fonctionner en 1920, avec un sursis jusqu'en 1929 pour la ligne de Fontevrault.

## Histoire
Le 8 décembre 1879, M. Onésime François Louis Monprofit présente un avant-projet de tramway à la Préfecture de Maine-et-Loire. Bénéficiant de soutiens importants (liés aux exploitants agricoles, viticoles, à l'extraction de tuffeau et à la Maison centrale de Fontevrault), le réseau du tramways de Saumur, qui doit comporter deux lignes (une vers Saint-Hilaire-Saint-Florent et une vers Fontevrault), est concédé à M. Monprofit par décret du 9 janvier 1883. Il doit alors réaliser les travaux en quatre ans. Bien que l'essentiel des travaux se réalise en 1885 et 1886, îls ne sont pas terminés dans les délais impartis et la concession est retirée à M. Monprofit par arrêté ministériel du 7 septembre 1888 et est confirmée en Conseil d'État le 13 juillet 1892. La concession revient alors à la ville de Saumur, qui la rétrocesse à la Compagnie française des voies ferrées économiques (VFE) pour l'exploitation pour une durée de 60 ans. Le réseau est alors inauguré le 6 novembre 1896 et comporte les deux lignes prévues initialement (avec quelques adaptations) :
- Saumur - Fontevrault (15,080 km)[1] ;
- Saumur - Saint-Hilaire-Saint-Florent (5,754 km)[1].

Les deux lignes partent de la gare de Saumur-PO (au niveau de l'actuelle place de la Résistance) et se séparent au sud du pont Cessart (face au théâtre). La ligne de Fontevrault suit la route nationale 147 (actuelle départementale 947) jusqu'à l'avenue de Rochechouart à Fontevrault. La ligne de 
Saint-Hilaire-Saint-Florent suit l'actuelle rue Franklin-Roosevelt, la rue d'Orléans, la rue du Maréchal-Leclerc, franchit le Thouet, puis emprunte l'actuelle départementale 741 jusqu'à l'église Saint-Hilaire-des-Grottes[réf. nécessaire], et possède un embranchement de 1 km la reliant à la gare de Saumur-État ouvert le 28 février 1904,.
En difficultés financières[réf. nécessaire], VFE disparaît en 1905 et le 29 août 1905, un décret valide le transfert de la concession à la Compagnie des tramways de Saumur et extension. Toutefois, l'exploitation restera systématiquement déficitaire et le 31 mai 1920, les deux lignes cessent d'être exploitées et la compagnie est mise en liquidation judiciaire. Face aux protestations publiques des communes desservies par la ligne de Fontevrault, la ville de Saumur concède à la société Baert et Verney l'exploitation de cette unique ligne. Cette société révise les voies et le matériel en juillet 1924 et reprend l'exploitation le 26 juillet 1924. Mais au bout de cinq ans, l'exploitation cesse définitivement le 12 novembre 1929. Le réseau est définitivement déclassé par décret le 29 avril 1930.

## Exploitation
Limités à 20 km/h, les convois n'excèdent pas 8 voitures et 60 mètres. Ils sont composés de voitures très variées : voitures de voyageurs à portes latérales, baladeuses, wagons de marchandises fermés, à plateforme ou en tombereau et des wagons cellulaires pour le transport des prisonniers de la maison centrale de Fontevrault.
Ils sont en correspondance à la gare de Saumur-PO (devenue Saumur-Rive-Droite ou même simplement Saumur aujourd'hui) avec la ligne de Tours à Saint-Nazaire de la Compagnie du chemin de fer de Paris à Orléans (PO) et la ligne ligne de Chartres à Bordeaux-Saint-Jean de l'administration des chemins de fer de l'État. À la gare de Saumur-État (devenue 
Saumur-Rive-Gauche jusqu'à sa fermeture), le réseau était également en correspondance  avec le réseau de l'État et celui du Petit Anjou. Le tramway ne desservait toutefois pas directement la gare.

## Matériel roulant

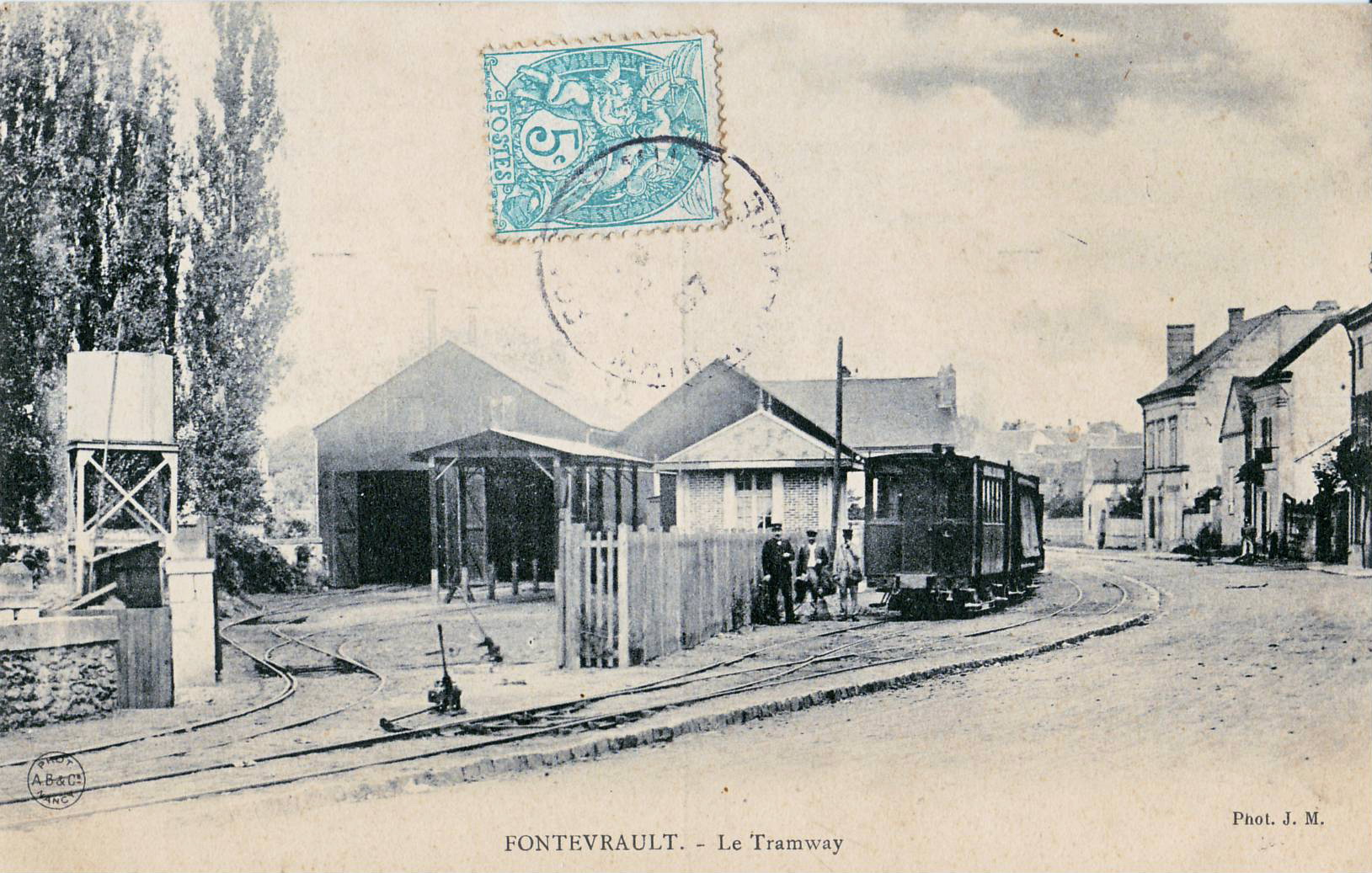
Le dépôt de Fontevraud.

- 4  locomotives à vapeur bicabines type 030T, construites par Pinguély en 1896, (N° constructeur 28 à 31)
- 11 voitures voyageurs
- 27 wagons de marchandises